# Aure sur Mer
Aure sur Mer ist eine französische Gemeinde mit 697 Einwohnern (Stand 1. Januar 2022) im Département Calvados in der Region Normandie. Sie gehört dort zum Kanton Trévières im Arrondissement Bayeux.
Sie entstand als Commune nouvelle mit Wirkung vom 1. Januar 2017 durch die Zusammenlegung der bisherigen Gemeinden Russy und Sainte-Honorine-des-Pertes. Diese üben in der neuen Gemeinde den Status einer Commune déléguée aus. Der Verwaltungssitz befindet sich im Ort Sainte-Honorine-des-Pertes.

## Gliederung
| Ortsteil                                     | ehemaliger INSEE-Code | Fläche (km²) | Einwohnerzahl zum 1. Januar 2022 |
| -------------------------------------------- | --------------------- | ------------ | -------------------------------- |
| Sainte-Honorine-des-Pertes (Verwaltungssitz) | 14591                 | 5,69         | 528                              |
| Russy                                        | 14551                 | 4,86         | 169                              |

## Geographie

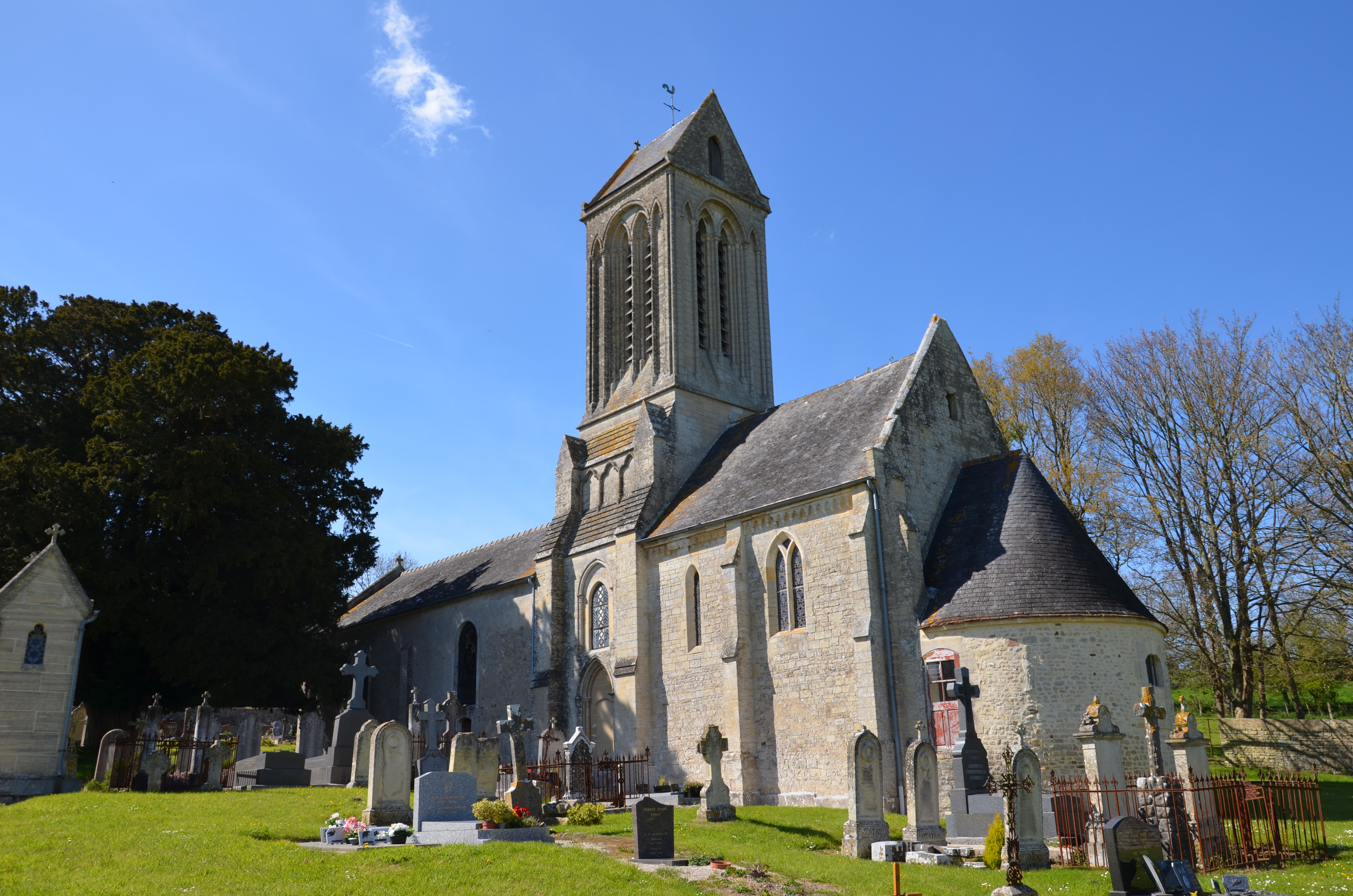
Kirche Saint-Eloi in Russy

Die Gemeinde liegt unmittelbar südlich des Ärmelkanals und ist von Colleville-sur-Mer im Westen und Port-en-Bessin-Huppain im Osten umgeben. Die Nachbargemeinden von Russy sind Port-en-Bessin-Huppain (vormaliger Berührungspunkt) im Nordosten, Étréham im Osten, Mosles im Süden, Surrain im Westen und Colleville-sur-Mer im Nordwesten.